# Pareuptychia hervei
Espèce
Pareuptychia hervei est une espèce de lépidoptères (papillons) de la famille des Nymphalidae, de la sous-famille des Satyrinae, de la tribu des Satyrini et du genre Pareuptychia.

## Dénomination
Pareuptychia hervei a été décrit par Christian Brévignon en 2005.

## Description
Pareuptychia hervei est un papillon assez petit pour un Pareuptychia, aux ailes postérieures au bord ondulé au dessus de couleur blanche avec aux  ailes antérieures une bordure marron foncé au bord costal et au bord externe et deux rayures, une basale et une en triangle du bord costal presque jusqu'au bord interne.
Le revers est blanc avec les mêmes ornementations de l'aile antérieure qui se continuent à l'aile postérieure sous forme d'une bordure et de deux rayures marron. Le revers est orné d'un ocelle noir cerclé de jaune à l'apex des ailes antérieures et d'une ligne submarginale d'ocelles aux ailes postérieures dont seuls les deux plus proches de l'apex des antérieures et celui proche de l'angle anal sont noirs.

## Écologie et distribution
Pareuptychia hervei n'est présent qu'en Guyane.

### Protection
Pas de statut de protection particulier